# 薛素素

薛素素自画像

薛素素（？—？），苏州（一说嘉兴）人，长期居于南京，明代歌妓，活跃于万历年间。薛素素善弹古筝，其画绣在当时也很有名，另外，她还擅长马术。薛素素的画作有不少留存至今，如藏于北京故宫博物院的《兰竹图》、《兰竹松梅图》、《墨兰图》、《溪桥松梅图》，藏于吉林省博物院的《兰花图》等。她所画的山水、兰竹受到朱彝尊、董其昌等人的好评。她还写有《南游草》、《花琐事》等诗集，已散佚。